# Stowe House
Pour les articles homonymes, voir Stowe.
Stowe House est une demeure seigneuriale ou country house située à Stowe dans le Buckinghamshire, à 86 km au nord-ouest de Londres.
Propriété du Stowe House Preservation Trust, la demeure est entourée de jardins (Stowe Landscape Gardens) et d'un parc paysager comprenant de nombreux monuments, l'ensemble formant un bon exemple du style de jardin à l'anglaise né au XVIIIe siècle. L'originalité du site tient au fait que les principaux artisans de la nouvelle mode des jardins (Charles Bridgeman, John Vanbrugh, William Kent et Capability Brown) y ont tous travaillé et y ont laissé certaines de leurs meilleures réalisations. Les jardins et une partie du parc sont devenus propriété du National Trust en 1989 et sont ouverts au public.

## Situation et accès
Le domaine est situé à moins de 2,4 km de la ville de Buckingham, dans le comté de Buckinghamshire, à 83 km environ au nord-ouest de Londres et à 42 km environ au nord-est d'Oxford, à vol d'oiseau.
Les gares ferroviaires les plus proches sont Bicester North (14,5 km) ou Milton Keynes Central (22,5 km).

## La demeure
L'aspect extérieur de la demeure n'a pas changé de manière significative depuis 1779, malgré l'ajout au début du XIXe siècle d'une « salle égyptienne » sous le portique nord pour aménager une entrée secondaire.
L'histoire du bâtiment peut se décliner en quatre phases :

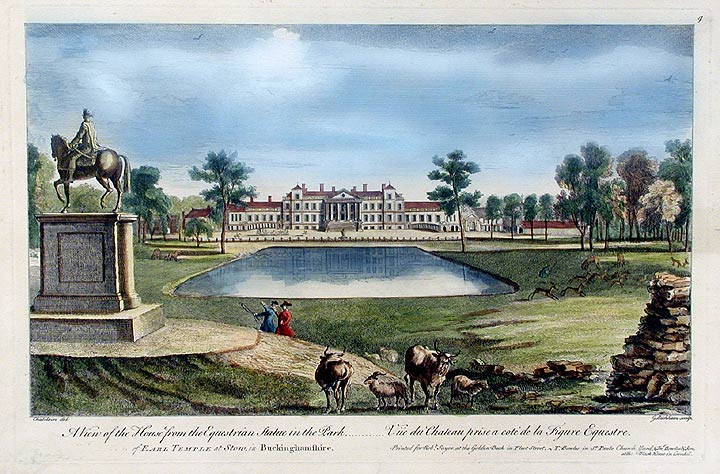
La façade nord en 1750, gravure de George Bickham

De 1677 à 1683, le propriétaire Richard Temple fait édifier la partie centrale sur les plans de William Cleare, qui travaille pour Christopher Wren comme menuisier en chef. La maison de briques a quatre niveaux.
Entre les années 1720 et 1733, Richard Temple, vicomte Cobham, fait ajouter le portique nord à quatre colonnes ioniques, sous la direction de John Vanbrugh, et fait reconstruire les façades nord, est et ouest. À la mort de Vanbrugh en 1726 les travaux continuent sous la direction de William Kent. C'est probablement Kent qui dessine le portique sud, aujourd'hui disparu, consistant en quatre colonnes toscanes surmontées de quatre colonnes ioniques ou composites.
Entre les années 1740 et 1760 les ailes est et ouest sont agrandies de salles d'apparat.
Enfin en 1770 Richard Grenville-Temple, 2e comte Temple, fait dresser des plans par Jacques-François Blondel pour la nouvelle façade sud, mais les rejette. En 1771 Robert Adam conçoit un nouveau projet qui, modifié par Thomas Pitt, baron Camelford, est achevé en 1779. L'intérieur des nouvelles salles d'apparat n'est achevé qu'en 1788, principalement par Vincenzo Valdrè. À la même époque on termine la façade nord en lui adjoignant de part et d'autre deux colonnades en arc de cercle de style ionique.
Stowe House est la dernière demeure de Philippe d'Orléans, comte de Paris, contraint — par les lois d'exil — de s'y réfugier à deux reprises (1848 et 1886).

## Les jardins
À la fin du XVIIe siècle Stowe possède un modeste parterre de style baroque primitif, qui n'a pas survécu. Le jardin à l'anglaise est créé en trois étapes, par les trois principaux créateurs du style.
Entre 1711 et 1735 environ, les jardins sont sous la responsabilité de Charles Bridgeman, travaillant avec l'architecte John Vanbrugh de 1720 environ jusqu'à la mort de celui-ci en 1726. Ils conçoivent un jardin baroque anglais, inspiré des travaux de George London, Henry Wise et Stephen Switzer. James Gibbs, qui travaille également dans le style baroque anglais, succède comme architecte à Vanbrugh en 1726.

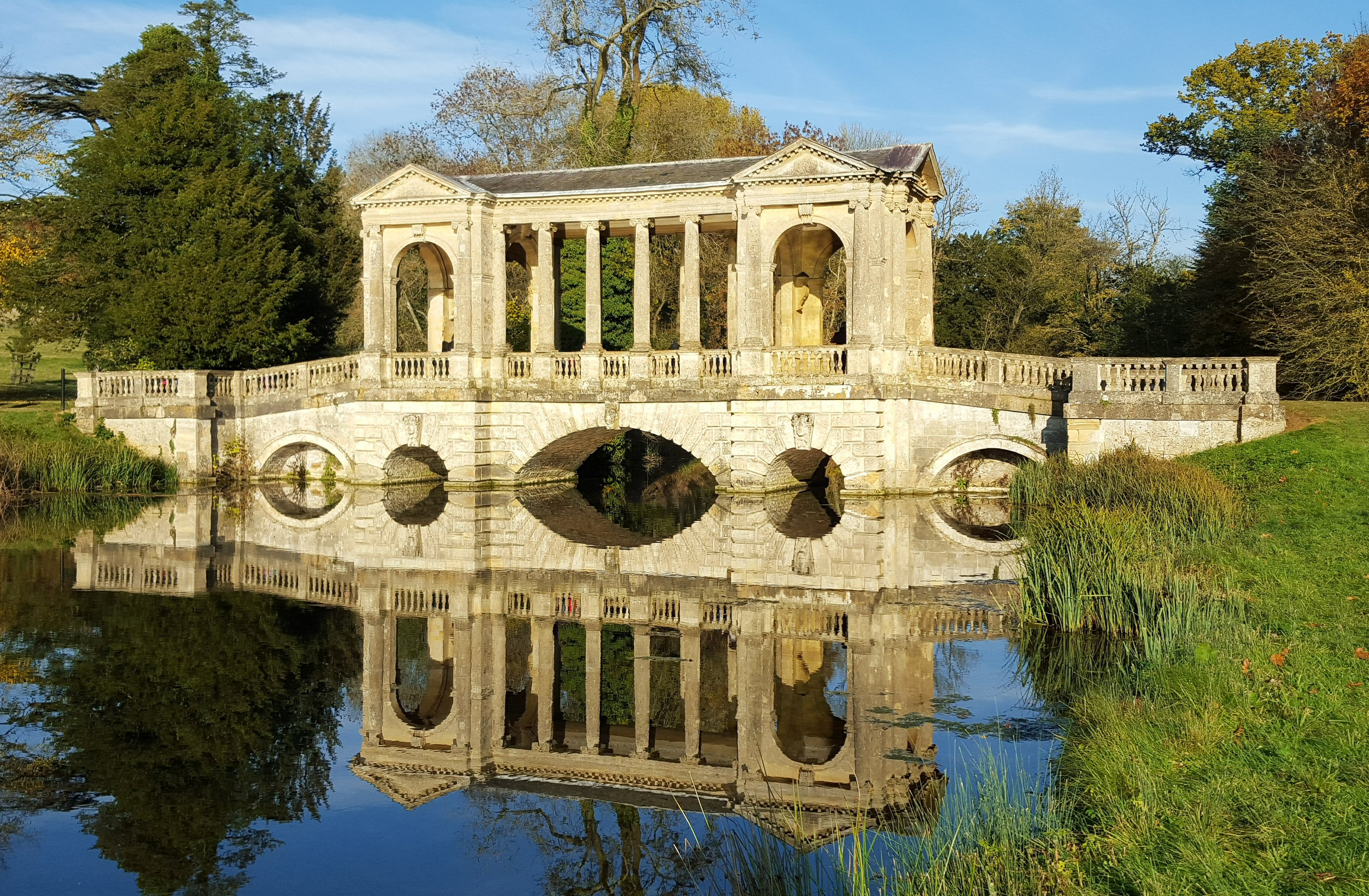
Le pont palladien à Stowe

En 1731, William Kent est nommé jardinier en collaboration avec Bridgeman, dont les dernières conceptions datent de 1735. Après cette date Kent prend la succession de Bridgeman comme paysagiste. Kent a déjà créé les jardins réputés de Rousham House. Avec Gibbs, ils bâtissent des temples, des ponts et d'autres ornements de jardin. Les « Champs-Élysées » (Elysian Fields) avec leur Temple de l'Ancienne Vertu (Temple of Ancient Virtue) faisant face au Temple des Gloires de la Grande-Bretagne (Temple of British Worthies) sont le chef-d'œuvre de Kent, qui travaille dans le style palladien nouvellement mis à la mode.
En mars 1741, Capability Brown est nommé jardinier en chef. Il collabore avec Gibbs jusqu'en 1749 et avec Kent jusqu'à la mort de celui-ci en 1748. Brown quitte Stowe en 1751, se lançant dans une carrière de paysagiste indépendant. C'est à cette période que l'étang octogonal de Bridgeman et son lac de 4,5 hectares sont agrandis et reçoivent une forme plus « naturelle », et qu'un pont de style palladien est ajouté en 1744. Brown travaille à une « Vallée grecque » et au Hawkwell Field, orné de l'une des constructions les plus remarquables de Gibbs, le « Temple gothique ».
Après le départ de Brown, le comte Temple, qui a reçu Stowe en héritage de son oncle Lord Cobham, fait appel au paysagiste Richard Woodward, qui poursuit le travail dans le style de Brown. Le comte fait modifier plusieurs des temples et monuments érigés par Vanbrugh et Gibbs pour répondre à son goût pour l'architecture néo-classique.
Les derniers changements importants apportés aux jardins sont réalisés par les 1er et 2e ducs de Buckingham et Chandos. Le premier les agrandit du domaine de Lamport acheté en 1826. Son jardinier en chef, James Brown, remodèle le « Lac octogonal » et crée une cascade au-delà du « Pont palladien ».
À mesure que Stowe se transforme de jardin baroque en parc paysager au goût du jour, les jardins attirent la noblesse et les élites politiques. Dans leur forme achevée, les jardins deviennent l'exemple le plus abouti et le plus grand de ce qu'on appelle en Europe le « jardin à l'anglaise ».

## Pour approfondir